# Santa Luzia d'Oeste
Santa Luzia d'Oeste är en kommun i Brasilien.   Den ligger i delstaten Rondônia, i den centrala delen av landet, 1 600 km väster om huvudstaden Brasília. Antalet invånare är 8 886.
Omgivningarna runt Santa Luzia d'Oeste är huvudsakligen savann. Runt Santa Luzia d'Oeste är det glesbefolkat, med 9 invånare per kvadratkilometer.